# Мителнкирхен
Мителнкирхен (њем. Mittelnkirchen) општина је у њемачкој савезној држави Доња Саксонија. Једно је од 40 општинских средишта округа Штаде. Према процјени из 2010. у општини је живјело 992 становника. Посједује регионалну шифру (AGS) 3359032.

## Географски и демографски подаци
Мителнкирхен се налази у савезној држави Доња Саксонија у округу Штаде. Општина се налази на надморској висини од 0 – 2 метра. Површина општине износи 7,0 km². У самом мјесту је, према процјени из 2010. године, живјело 992 становника. Просјечна густина становништва износи 141 становник/km².